# Nada Al-Nashif
Nada Al-Nashif est Haut-Commissaire adjointe des Nations Unies aux droits de l'homme.

## Biographie
Elle a obtenu une maîtrise en politique publique de l'université de la Harvard Kennedy School of Government et un BA en philosophie, en politique et en économie de Balliol College, Université d'Oxford.
Elle a été sérieusement blessée dans l'attentat de l'Hôtel Canal à Bagdad, en Irak, dans l'après-midi du 19 août 2003, qui a tué au moins 22 personnes, y compris le Représentant spécial des Nations unies en Irak Sérgio Vieira de Mello, et fait plus de 100 blessés,.
Elle a commencé sa carrière au Programme des Nations unies pour le Développement (PNUD), où elle a travaillé de 1991 à 2006. Elle a ensuite été Directrice régionale du Bureau international du travail (BIT) à Beyrouth de 2007 à 2014.
En 2015, elle est nommée Sous-Directrice générale pour les sciences sociales et humaines à l'UNESCO .
Le 6 décembre 2019 elle est nommée Haut-Commissaire adjointe des Nations Unies aux droits de l'homme, prenant ses fonctions en février 2020.